# The Jody Grind
| Recensione | Giudizio |
| ---------- | -------- |
| AllMusic   | [ 1 ]    |

The Jody Grind è un album discografico a nome della Horace Silver Quintet / Sextet, pubblicato dalla casa discografica Blue Note Records nel marzo del 1967.

## Tracce

### LP
Tutti i brani sono composizioni di Horace Silver.
Lato A
1. The Jody Grind – 5:45 – Registrato il 2 novembre 1966
2. Mary Lou – 7:10 – Registrato il 23 novembre 1966
3. Mexican Hip Dance – 5:55 – Registrato il 2 novembre 1966

Lato B
1. Blue Silver – 7:00 – Registrato il 23 novembre 1966
2. Grease Piece – 7:30 – Registrato il 23 novembre 1966
3. Dimples – 7:20 – Registrato il 2 novembre 1966

## Musicisti
- Horace Silver - pianoforte
- Woody Shaw - tromba
- Tyrone Washington - sassofono tenore
- James Spaulding - sassofono alto, flauto (solo nei brani: Mary Lou, Blue Silver e Grease Piece)
- Larry Ridley - contrabbasso
- Roger Humphries - batteria

Note aggiuntive
- Alfred Lion - produttore
- Registrazioni effettuate il 2 (quintetto) e 23 (sestetto) novembre 1966 al Van Gelder Studio di Englewood Cliffs, New Jersey (Stati Uniti)
- Rudy Van Gelder - ingegnere delle registrazioni
- Reid Miles - design copertina album originale, fotografia copertina frontale album originale
- Francis Wolff - fotografia retrocopertina ed interno copertina album originale
- Leonard Feather - note interno copertina album originale[3]